# Villers-Farlay
Villers-Farlay ist eine Gemeinde in Frankreich. Sie gehört zur Region Bourgogne-Franche-Comté, zum Département Jura, zum Arrondissement Dole und zum Kanton Mont-sous-Vaudrey. 

## Lage
Das Gemeindegebiet wird im Norden vom Flüsschen Larine durchquert.
Die Nachbargemeinden sind Chissey-sur-Loue im Norden, Arc-et-Senans im Nordosten, Cramans und Mouchard im Osten, Villeneuve-d’Aval und Mouchard im Süden sowie Écleux im Westen.

## Bevölkerungsentwicklung
| Jahr                       | 1962 | 1968 | 1975 | 1982 | 1990 | 1999 | 2006 | 2017 |
| Einwohner                  | 411  | 419  | 386  | 386  | 402  | 426  | 484  | 666  |
| Quellen: Cassini und INSEE |      |      |      |      |      |      |      |      |

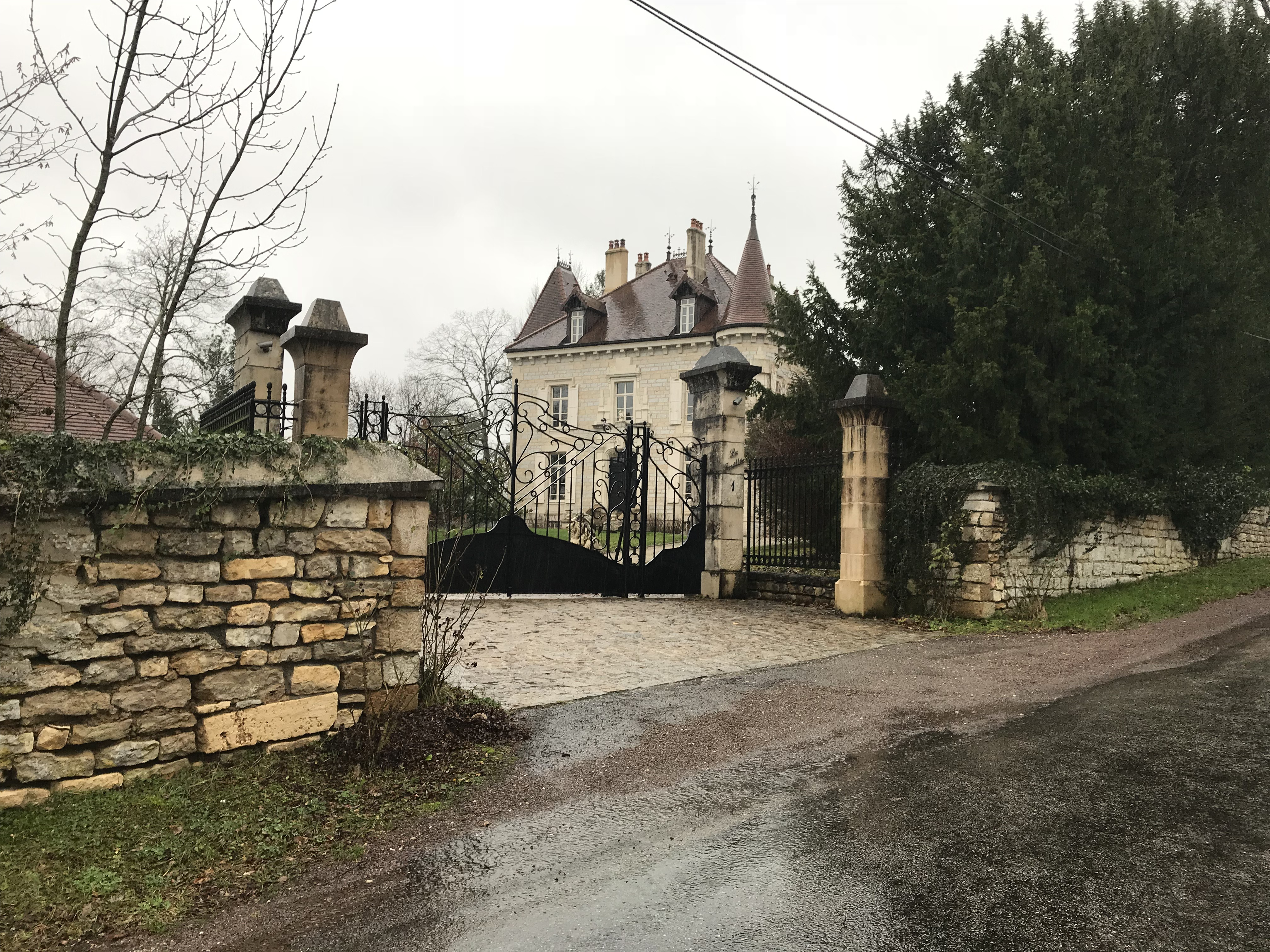
Schloss Villers-Farlay
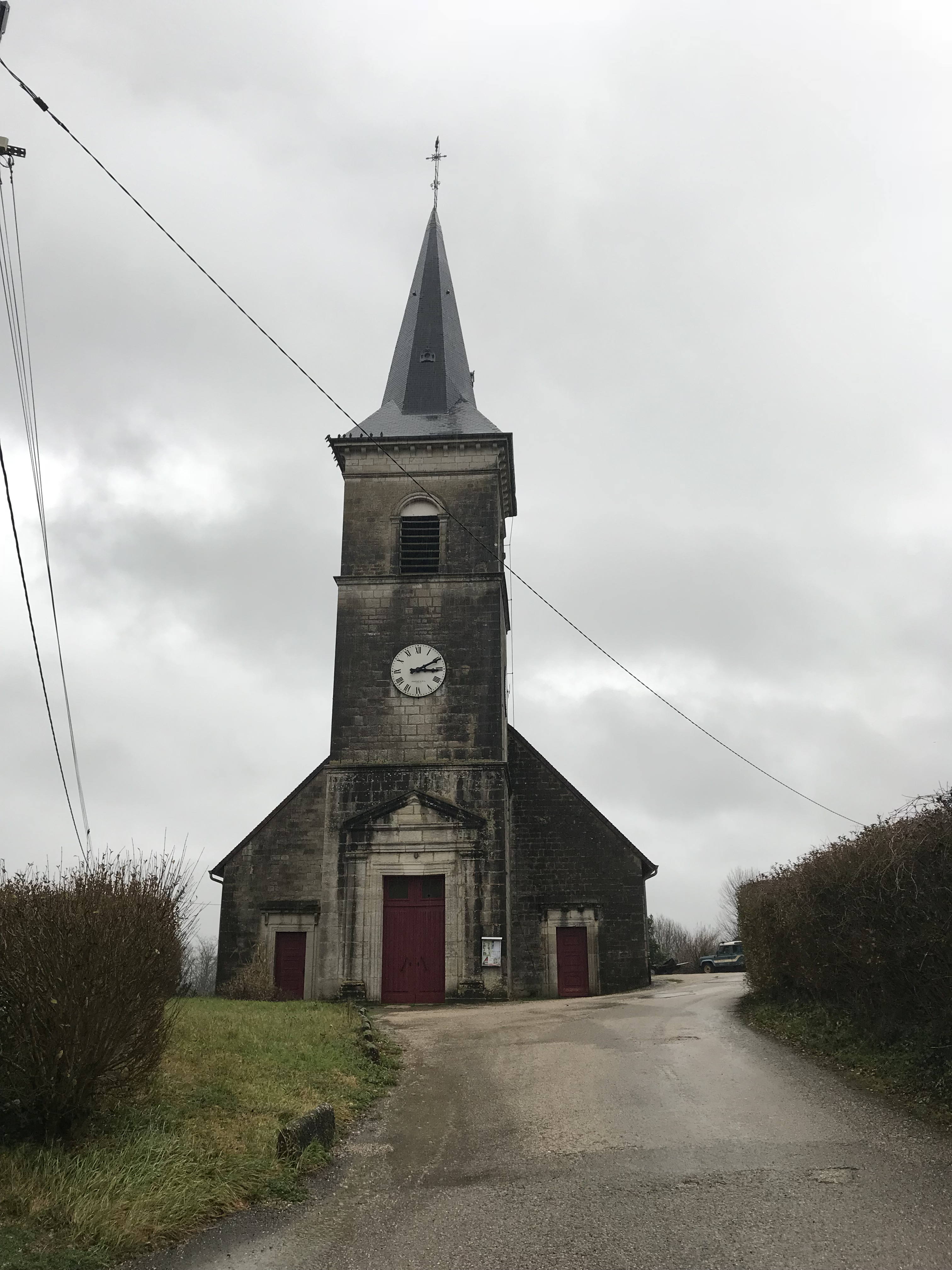
Kirche Saint-Georges